# Anisoplia seleucidis
Anisoplia seleucidis är en skalbaggsart som beskrevs av Baraud 1991. Anisoplia seleucidis ingår i släktet Anisoplia och familjen Rutelidae. Inga underarter finns listade i Catalogue of Life.